# Хаджкенари, Аббас
Абба́с Хадж Кенари́, известный как Абба́с Хаджкенари́ (перс. عباس حاج‌کناری‎, род. 1 января или 13 марта 1974, Феридункенар, Иран) — иранский борец вольного стиля и тренер. Чемпион мира и Азии.

## Спортивные результаты
- Чемпион мира (1997), серебряный призёр чемпионата мира (1998).
- Бронзовый призёр Кубков мира (1995, 1998).
- Чемпион Азии (1997), бронзовый призёр чемпионата Азии (1996).
- Выступал на Олимпийских играх 1996 года в Атланте (19 место).
- Чемпион Универсиады (1998).
- Серебряный призёр чемпионата мира среди кадетов (1990).

## Тренерская карьера
После окончания спортивной карьеры стал тренером.

Работал в составе сборной Ирана и выводил ее на Олимпийские игры 2020 года в Токио, также с командой выступал на чемпионатах мира и Азии.
В мае 2023 года стал главным тренером сборной Таджикистана по вольной борьбе. Контракт с Федерацией спортивной борьбы Таджикистана был подписан на срок до окончания Олимпийских игр 2024 года в Париже.

### Видео
- Чемпионат мира 1997, вольная борьба, до 63 кг, финал: Кэри Колат (США) - Аббас Хадж Кенари (Иран)
- Чемпионат мира 1998, вольная борьба, до 63 кг, финал: Серафим Бырзаков (Болгария) - Аббас Хадж Кенари (Иран)

### Сайты
- Аббас Хадж Кенари — олимпийская статистика на сайте Sports-Reference.com (англ.)
- Аббас Хадж Кенари — профиль на сайте International Wrestling Database (англ.)
- И. Х. Тотоонти «100 лет вольной борьбы» (Справочник), Владикавказ: Олимп, 2005 (Краснодар: ФГУП Издательство "Советская Кубань"), 197 стр.